# Apache Chainsaw
A Chainsaw egy java alapú GUI eszköz log fájlok (naplófájlok) analizálására – különös tekintettel a Log4j logolási rendszer által generált logokra. Mind a Log4j, mind a Chainsaw nyílt forráskódú Apache Software Foundation projekt. Legutolsó kiadása a Chainsaw v2. A Chainsaw képes olvasni a Log4j XMLLayout-ja által formázott log fájlokat, képes eseményeket fogadni távoli helyekről, eseményeket olvasni adatbázisból, vagy együttműködni JDK 1.4 logolási eseményeivel.

## Licenc
A projekt 2.0-s Apache Licenc 2.0 licencet használ. A függőségeik nem kötelezően követik ugyanezt a licencet.

## Alternatívák
- OtrosLogViewer
- Lilith
- Legit Log Viewer

## Külső hivatkozások
- Apache Logging Services Chainsaw v2 Home
- JavaDoc API reference for Chainsaw v2

## Fordítás
Ez a szócikk részben vagy egészben  a   Chainsaw_(log_file_viewer) című angol Wikipédia-szócikk ezen változatának fordításán alapul.  Az eredeti cikk szerkesztőit annak laptörténete sorolja fel. Ez a jelzés csupán a megfogalmazás eredetét és a szerzői jogokat jelzi, nem szolgál a cikkben szereplő információk forrásmegjelöléseként.